# Öffentliche Adomas-Mickevičius-Bezirksbibliothek Vilnius

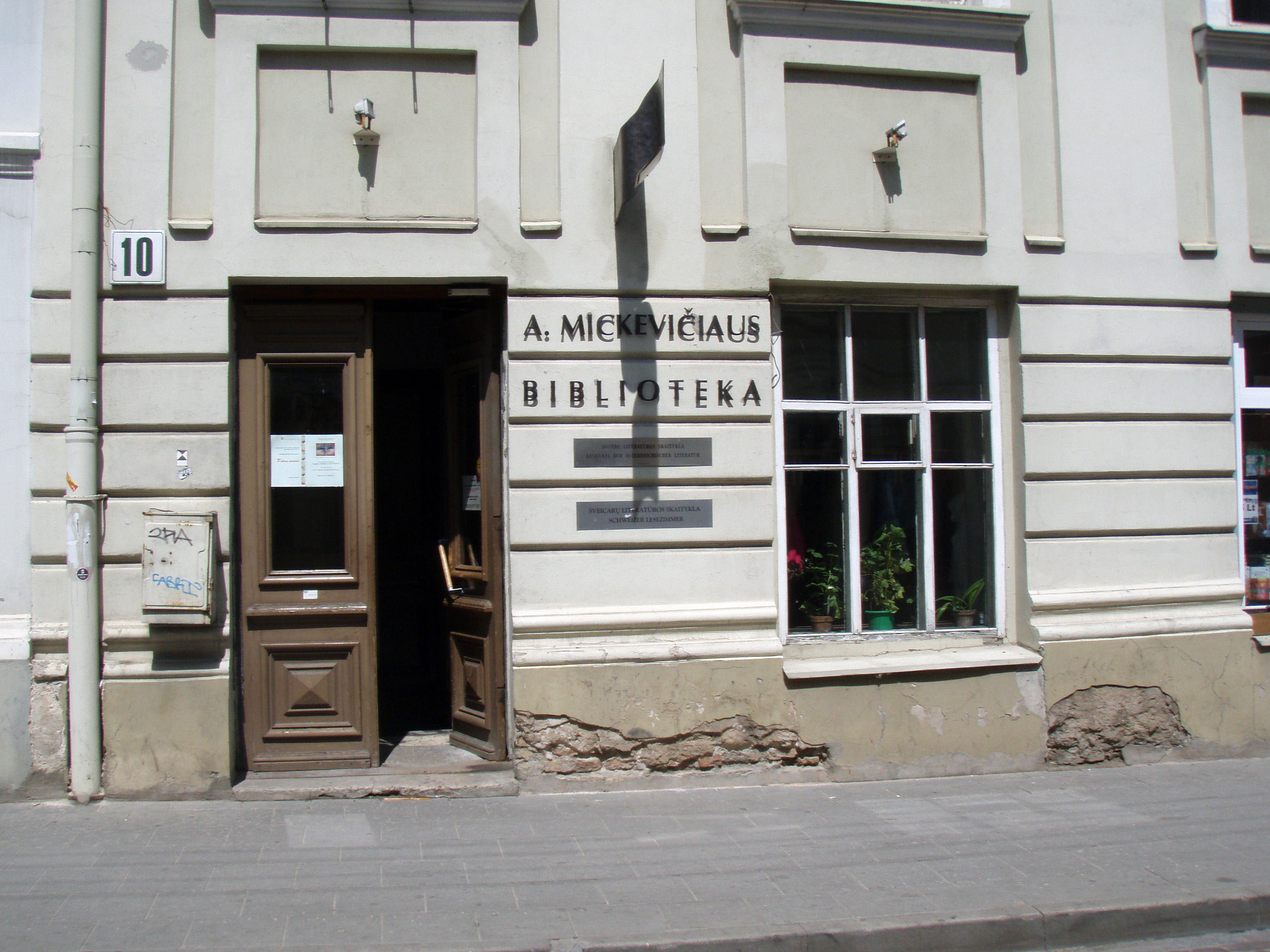
Bibliothek

Die Öffentliche Adomas-Mickevičius-Bezirksbibliothek Vilnius (lit. Vilniaus apskrities Adomo Mickevičiaus viešoji biblioteka) ist eine Bibliothek in der litauischen Hauptstadt Vilnius.

## Geschichte
Sie trägt den Namen des Dichters Adomas Mickevičius. Der Gründer ist das Kulturministerium Litauens.
1950 gründete man in Sowjetlitauen die Oblastbibliothek Vilnius. Sie wurde im Gebäude des Komiteerats für Kultur- und Bildungsanstalten untergebracht. Seit Mai 1951 befindet sich die Bibliothek in der Altstadt Vilnius (Trakų gatvė 10).
1953 wurde die Bibliothek zur Öffentlichen Bibliothek Vilnius.
1964 wurde die Abteilung der Kinderliteratur errichtet.

## Organisation
Die Adomas-Mickevičius-Bibliothek hat eine untergeordnete Bibliothek, die Öffentliche jüdische Bibliothek Vilnius.
Angesiedelt an der Bibliothek ist auch die Österreich-Bibliothek Vilnius, eine Organisation der Auslandskulturpolitik Österreichs, die von der Österreichischen Botschaft betraut wird. Sie wurde 26. Oktober 1994 eröffnet.